# Friedland (Meklemburgia-Pomorze Przednie)
Friedland (pol. hist. Mirów) – miasto w Niemczech, w kraju związkowym Meklemburgia-Pomorze Przednie, w powiecie Mecklenburgische Seenplatte, siedziba Związku Gmin Friedland.
25 maja 2014 do miasta przyłączono gminy Eichhorst oraz Glienke. Stały się one jego dzielnicami. 26 maja 2019 do miasta przyłączono gminę Genzkow.

## Geografia
Friedland leży pomiędzy miastami Neubrandenburg i Anklam, na trasie drogi krajowej B197.